# Sörbergstjärnen, Ångermanland
Sörbergstjärnen är en sjö i Örnsköldsviks kommun i Ångermanland och ingår i Gideälvens huvudavrinningsområde.